# Галаха
Галаха (івр. הֲלָכָה‎, можливі варіанти: Алаха, Халаха) — збірна назва нормативної частини, законодавства юдаїзму, що регламентує практичні дії єврея.
Суть галахи, що перекладається як «шлях, по якому йдуть», полягає у правильному дотриманні заповідей у будь-якій ситуації за будь-яких умов. Вона формує поведінку людини і визначає етичні обов'язки і релігійні дії. Для галахи важливі всі сторони життя людей і їхніх відносин один до одного і до Бога. Тому вона крім регулювання релігійного життя у вузькому сенсі цього поняття, охоплює також сферу моралі й етики, цивільного і карного права. 

## Галахічні джерела
Галахічне законодавство спирається на ці нерівноцінні з точки зору юдаїзму джерела:

### Письмовий Закон
Ортодоксальний юдаїзм розглядає Письмовий Закон (івр. פירושים מקובלים «перушім мекубалім»), тобто 613 приписів, що містяться в Торі як цілісне Вчення, одкровення Божественної волі, проголошене при єдиному і неповторному явищі Бога єврейському народу на горі Синай.

### Перекази
Приписи ритуального або правового порядку, що зустрічаються у висловах пророків або у розповідях агіографів (івр. פירושים מחודשים «перушім мехудашім»).

### Усний Закон
Усний Закон (івр. תּוֹרָה שֶׁבְּעַל-פֶּה «Тора шебеалпе») це тлумачення Письменного Закону яке на думку талмудістів, було довірено у всіх подробицях Мойсеєві на горі Синай разом з Торою. Це висвітлено в талмудичній літературі як Наказ Мойсеєві на горі Синай (івр. הלכה למשה מסיני «Галаха ле-Моше мі-Синай») і включає пряму інтерпретацію тексту. Це текст розглядається як безумовно отриманий на Синаї і тому має таку ж силу як і Письменний Закон. Висновки з прихованого змісту тексту Тори одержані за допомогою правил герменевтики також мають таку ж силу як і Письменний Закон.

### Зі слів тлумачів
У талмудичній літературі виразами «мі-Діврі Софрім» («зі слів писарів»), «мі-діврейхем» («з їх слів») позначені роз'яснення розпорядженнь що міститься в Торі  тлумачами («Софрім») що жили в той період а також постанови прийняті і введені в життя самими Софрім. До другого типу відносяться конкретні постанови мета яких запобігти порушенню цих принципів: 
- Положення (івр. תקנות «такканот»)
- Декрети (івр. גזירות «гзерот»)

### Звичаї
Під «звичаями» талмудична література розуміє:
- загальноприйняті форми згідно з якими вирішується питання в тих випадках коли Галаха недостатньо уточнена
- заведені порядки яких дотримуються на практиці в тих випадках коли думки з приводу застосування будь-якої галахи розходяться
- звичаї що суперечать теоретичній Галасі але загальноприйняті в побуті благочестних людей
- звичаї запроваджені певною групою вчених талмудістів в деяких галузях релігійної, громадської або правової практики.

## Історія
Термін Галаха арамейського походження від кореня הלך «ходіть», якому було надано значення «прийнятий путь, закон». Зрозумілий спочатку як постанова або рішення у Мішні, термін Галаха став згодом позначати всі правові і релігійні системи Юдаїзму.
У Торі, що регламентують життя євреїв, після остаточної редакції не допускаються ніякі зміни або доповнення проте текст приписів у Торі часто не відповідає практичним вимогам життя. Деякі регламентації Тори потребують тлумачення або точного визначення, інші потребують пристосування до побутових і соціальних умов що радикально змінилися. В багатьох місцях Тори зустрічаються сліди ранніх досинайских норм пізніше включених до Галахи. 
Усне тлумачення Тори почалося незабаром після її оголошення Письмовим Законом між серединою V століття і початком IV століття до нашої ери. Традиція вважає що священик Ездра започаткував усне тлумачення приписів Тори. Це базується на свідоцтві Біблії про його діяльність. Велике Зібрання («Кнесет ха-Гдола», або «Велика Синагога») організація, що згадується в єврейській традиції як вища установа єврейських мудреців часів Ездри. Мудреці Великого Зібрання виконували роль духовних вождів, законодавців, а також були укладачами і редакторами Танаха і молитов. Їм приписується отримання Закону від пророків та вручення його подальшим законовчителем а також введення поняття Мідраш («вивчення Закону»), Галаха і Агада і встановлення низки релігійних звичаїв.
Рання Галаха в період вчених-талмудістів танаів у I - II столітті це низка постанов у формі «мішнайот» - коротких нормативних формулювань окремих законів. Танаї запровадили нові методи тлумачення Тори. впорядкували і класифікували накопичився створені раніше галахічні техти («галахот»). Це призвело до виникнення нових галахот і поляризації думок з питань Галахи і методів її розвитку.
В епоху вчених-талмудістів амораїв у III - V столітті остаточно відредагована Мишна стає священним текстом, що поступається в значенні лише Торі. Тлумаченню Мішни, встановленню і розвитку Галахи була присвячена діяльність амораев у Ерец-Ісраель і Вавилонії. Вавилонія стала новим а з IV - V століття більш авторитетним центром Галахічної вченості.
Вавилонські вчени-талмудісти савораі які жили після укладення вавилонського Талмуду здійснили остаточну його редакцію. Діяльність савораев полягала в записуванні всього Талмуда, зібраного і наведеного в систему амораями. Їм належать також деякі додавання і пояснення в тексті, а також нові постанови шлюбного права.
VII - XI століття періоду гаонов відрізняються поширенням талмудичної Галахи серед широких верств єврейського населення у всіх країнах діаспори. Вавилонський Талмуд, спочатку прийнятий головним чином в громадах країн розташованих на схід від Ерец-Ісраель згодом придбав переважне значення і поступово витіснив Єрусалимський Талмуд, який став надбанням лише вчених-талмудистів.
Рабіністична епоха, що настала після 1040 року і триває досі, ділиться на періоди
- Ришонім - з'явилися загальновизнані галахічні середньовічні авторитети, останнім з яких прийнято вважати раббі Ісраеля Ісерлейна
- Ахаронім - умовно з другої половини XVI століття з появи кодексу Шулхан-Арух.

Рабіністична епоха відзначена інтенсивним розвитком теоретичної і практичної Галахи.
Після проголошення держави Ізраїль порівняно невелика частина населення повністю заперечувала будь-які форми світської влади і закони що не ґрунтуються на традиційній Галасі. З іншого боку суто секулярні ізраїльтяни вимагали повного звільнення законодавчої і урядової діяльності від будь-якої підпорядкованості Галасі. Більшість євреїв як в Ізраїлі так і в діаспорі не є прихильниками цих двох крайніх поглядів.